# ジョシュ・エジン
- ジョシュ・エッジン

ジョシュア・ウェイン・エジン（Joshua Wayne Edgin, 1986年12月17日 - ）は、アメリカ合衆国ペンシルベニア州ハンディンドン郡スリースプリングス出身の元プロ野球選手（投手）。左投右打。
名前の読み方（発音）は綴りのまま「EDGE-in」なので「エッジン」である。

## 経歴

### プロ入り前
2009年のMLBドラフト50巡目（全体1498位）でアトランタ・ブレーブスから指名されたが、この時は契約しなかった。

### プロ入りとメッツ時代
2010年のMLBドラフト30巡目（全体902位）でニューヨーク・メッツから指名され、プロ入り。この年は傘下のマイナー2球団（アパラチアンリーグのルーキー級キングスポート・メッツ、A級サバンナ・サンドナッツ）でプレーした。
2011年は、A級サバンナとA+級セントルーシー・メッツでプレー。全てリリーフで2球団合計49試合に登板して防御率1.50・66イニングを投げて76奪三振の好成績を残した。
2012年は、開幕をAA級ビンガムトン・メッツで迎えた後、途中AAA級バッファロー・バイソンズへ昇格した。7月13日にメジャー初昇格を告げられ、同日のブレーブス戦でメジャーデビューを果たした。この年メジャーでは34試合に登板して1勝2敗・防御率4.56・30奪三振の成績を残した。
2013年は、開幕を初めてメジャーで迎えたが、不調で4月27日にAA級ビンガムトンへ降格。その後、AAA級ラスベガス・フィフティワンズを経て6月11日に再昇格。以降は19.1イニングで2失点のみと好調だったが、7月下旬に肋骨を痛めてシーズン終了となった。この年も34試合に登板して1勝1敗・防御率3.77・20奪三振の成績を残した。
2014年は、開幕をAAA級ラスベガスで迎えたが、5月15日に昇格すると左のワンポイントとしてメジャー定着。最終的に自己最多の47試合に登板して1勝0敗・防御率1.32・28奪三振の成績を残した。
2015年のスプリングトレーニング中に左肘のトミー・ジョン手術を受けた。そのためマイナーも含めて登板する事はなかった。
2016年、2シーズンぶりにメジャーの舞台に復帰し、16試合にリリーフ登板。防御率5.23・WHIP1.55と打ち込まれたが、1勝を挙げたほか奪三振率9.6をマークした。なお、マイナーではA+級セントルーシーとAAA級ラスベガスで計43試合に登板し（うち3試合が先発登板）、2勝2敗・防御率3.11・WHIP1.54・奪三振率10.8という成績を残した。
2017年7月30日、トレードで加入したばかりのA.J.ラモスをアクティブ・ロースターに登録するため、DFAとなった。8月2日に40人枠を外れる形でAAA級ラスベガスへ配属された。この年メジャーでは46試合に登板して0勝1敗1セーブ・防御率3.65・27奪三振の成績を残した。レギュラーシーズン終了後の10月4日にFAとなった。

### オリオールズ傘下時代
2017年11月28日にボルチモア・オリオールズとマイナー契約を結んだ。2018年5月18日にFAとなった。

### ナショナルズ傘下時代
2018年5月23日にワシントン・ナショナルズとマイナー契約を結んだ。
2019年1月29日に引退を発表した。

## 詳細情報

### 年度別投手成績
| 年 度    | 球 団    | 登 板 | 先 発 | 完 投 | 完 封 | 無 四 球 | 勝 利 | 敗 戦 | セ 丨 ブ | ホ 丨 ル ド | 勝 率 | 打 者 | 投 球 回 | 被 安 打 | 被 本 塁 打 | 与 四 球 | 敬 遠 | 与 死 球 | 奪 三 振 | 暴 投 | ボ 丨 ク | 失 点 | 自 責 点 | 防 御 率 | W H I P |
| -------- | -------- | ----- | ----- | ----- | ----- | -------- | ----- | ----- | -------- | ----------- | ----- | ----- | -------- | -------- | ----------- | -------- | ----- | -------- | -------- | ----- | -------- | ----- | -------- | -------- | ------- |
| 2012     | NYM      | 34    | 0     | 0     | 0     | 0        | 1     | 2     | 0        | 5           | .333  | 107   | 25.2     | 19       | 5           | 10       | 0     | 2        | 30       | 0     | 0        | 14    | 13       | 4.56     | 1.13    |
| 2013     | NYM      | 34    | 0     | 0     | 0     | 0        | 1     | 1     | 1        | 3           | .500  | 122   | 28.2     | 26       | 2           | 12       | 3     | 2        | 20       | 0     | 0        | 12    | 12       | 3.77     | 1.33    |
| 2014     | NYM      | 47    | 0     | 0     | 0     | 0        | 1     | 0     | 0        | 5           | 1.000 | 104   | 27.1     | 19       | 2           | 6        | 0     | 0        | 28       | 2     | 0        | 6     | 4        | 1.32     | 0.92    |
| 2016     | NYM      | 16    | 0     | 0     | 0     | 0        | 1     | 0     | 0        | 0           | 1.000 | 45    | 10.1     | 10       | 1           | 6        | 0     | 0        | 11       | 1     | 0        | 6     | 6        | 5.23     | 1.55    |
| 2017     | NYM      | 46    | 0     | 0     | 0     | 0        | 0     | 1     | 1        | 4           | .000  | 166   | 37.0     | 39       | 3           | 18       | 1     | 5        | 27       | 1     | 1        | 16    | 15       | 3.65     | 1.54    |
| MLB：5年 | MLB：5年 | 177   | 0     | 0     | 0     | 0        | 4     | 4     | 2        | 17          | .500  | 544   | 129.0    | 113      | 13          | 52       | 4     | 9        | 116      | 4     | 1        | 54    | 50       | 3.49     | 1.28    |

- 2018年度シーズン終了時

### 背番号
- 66（2012年 - 2017年）